# Krennerite
La krennerite est un minéral rare découvert par le minéralogiste hongrois Jòzsef Krenner (qui en fit la première description) et nommé en son honneur par le minéralogiste allemand Gerhard vom Rath en 1877.

## Caractéristiques
Il s'agit d'un Tellurure d'or de formule AuTe2, dans laquelle l'argent peut remplacer partiellement l'or en donnant un isomorphisme de première espèce. 

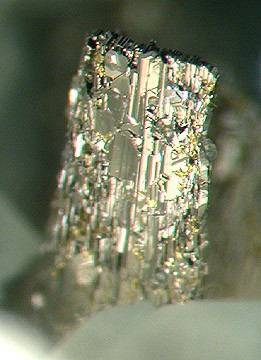
Krennerite, Comté de Teller, Colorado.

Densité 8,62.